# Bertula inconspicua
Bertula inconspicua är en fjärilsart som beskrevs av Swinhoe 1902. Bertula inconspicua ingår i släktet Bertula och familjen nattflyn. Inga underarter finns listade i Catalogue of Life.